# Ковальчук Юрій Валентинович
Юрій Валентинович Ковальчук (нар. 25 липня 1951, Ленінград, РРФСР, СРСР) — російський підприємець, основний акціонер і колишній голова ради директорів банку «Росія». Фігурант санкційних списків ЄС, США, ряду інших країн. У часи СРСР займався науковою і науково-адміністративною роботою, був одним з керівників ФТІ ім. Йоффе в Ленінграді.

## Біографія
Народився в родині радянського історика українського походження, дослідника блокади Ленінграду Валентина Михайловича Ковальчука (1916—2013) та викладачки марксизму-ленінізму Мір'ям Абрамівни Віро (1918—1998).
У 1974 році закінчив фізичний факультет Ленінградського державного університету. Доктор фізико-математичних наук (1985). У 1987—1991 роках — перший заступник директора Фізико-технічного інституту ім. Йоффе, Академії наук СРСР.
З лютого 1991 року — заступник голови правління (віце-президент) Асоціації спільних підприємств Санкт-Петербурга. У 1991 році став президентом Центру перспективних технологій і розробок. У 1992 році Ковальчук та інші заснували ЗАТ «Корпорація СТРІМ» рос. ЗАО "Корпорация "СТРИМ". «СТРІМ» таємно перевозив стратегічну сировину.. У ці роки зблизився з братами Фурсенко і В. В. Путіним. У 1996 році вони заснували дачний кооператив «Озеро» біля Приозерска.
З листопада 2000 року — голова правління Санкт-Петербурзького громадського фонду «Центр стратегічних розробок „Північно-Захід“»; з червня 2005 по червень 2012 року — голова ради директорів банку «Росія». У 2008 році за участю Ковальчука створена «Національна Медіа Група» (включає РЕН ТВ, Перший канал, П'ятий канал, «Известия» та ін).
З червня 1996 року — почесний генеральний консул Королівства Таїланд в Санкт-Петербурзі.
Частина президентської резиденції на Валдаї зареєстрована на компанію «Прайм» Ковальчука.
Через групу «Біном» (рос. «Бином»), яку контролюють Ковальчук, Геннадій Тимченко та Світлана Кривоногіх, Ковальчук пов'язується з Михайлом Шеломовим, Петром Колбіним, Іриною Веселовою та іншими наближеними до Путіна особами, зокрема Миколою Єгоровим та Ільгамом Рагімовим.
Група «Біном» через засновану в 2009 році «Відродження морських традицій» (рос. «Возрождение морских традиций») контролює мегаяхту «Шеллест», яка плаває в Чорному морі і знаходиться на мисі Ідокопас у резиденції Прасковеївка, пов'язаної з Путіним і охороняється ФСБ.
Через компанію Геліос «Відродження морських традицій» контролює елітну яхту «Нега», яка пливе з «Алдогою». Алдога контролюється Кривоногіх. «Альдога» супроводжує судно проекту 03160 «Раптор» «Юнармеец Балтика», яке охороняє «Алдогу» для запобігання диверсії. На Ладозькому озері у Ковальчука є яхт-клуб «Лагуна», а «Альдога» відвідує його яхт-клуб..
Ковальчук і його дружина мають 25 % акцій компанії «Озон», а Кривоногіх — 75 %. «Озон» володіє землею під курортом «Ігора», керує «Ігорою» та контролює його торгову марку. Ігора знаходиться всього за 40 км від Озера.
У Таврійському саду в Санкт-Петербурзі Ковальчук володіє 25 % акцій «Леннінградського центру», а Кривоногіх — 75 %.

## Міжнародні санкції
20 березня 2014 року Ковальчук потрапив під фінансові та візові санкції США відносно громадян Росії, залучених до анексії Криму. У заяві Міністерства фінансів США говориться, що Ковальчук входить в «ближнє коло» Путіна і є його «особистим касиром». До списку спеціально позначених громадян і заблокованих осіб потрапив і контрольований Ковальчуком банк «Росія», ставши єдиною юридичною особою, явно зазначеною у списку санкцій.
30 липня 2014 року Ковальчук був включений в «Чорний список ЄС». Рада Європейського союзу зазначила, що Ковальчук — давній друг президента Путіна і є співзасновником дачного кооперативу «Озеро», в якому впливові люди збираються навколо нього. Ковальчук, який одержує вигоди від зв'язків з російськими особами, які приймають рішення, є головою і найбільшим акціонером банку «Росія», в якому йому належало близько 38 % в 2013 році і який вважається особистим банком високопосадовців Російської Федерації. Після незаконної анексії Криму банк «Росія» відкрив відділення в Криму і Севастополі, тим самим зміцнивши свою приналежність до Російської Федерації. Крім того, банк володіє великими пакетами акцій «Національної Медіа Групи», яка контролює телеканали, що активно підтримують політику російського уряду щодо дестабілізації України.
Також в 2014 році Ковальчука в свої санкційні списки внесли Канада, Швейцарія, Австралія і Ліхтенштейн.

## Родина
Син Юрія Ковальчука Борис Ковальчук навчався на юридичному факультеті Санкт-Петербурзького державного університету у Дмитра Медведєва, а згодом був помічником Медведєва в уряді. Борис Ковальчук з квітня 2006 року по грудень 2008 року був директором департаменту апарату Уряду РФ з реалізації пріоритетних національних проектів. Коли «нацпроекти» згорнули, Борис Ковальчук перейшов на роботу заступником директора Росатома, а наприкінці 2009 року був призначений головою державної компанії Інтер РАО — монопольного оператора експорту-імпорту електроенергії.
Старший брат Юрія Ковальчука — Михайло Ковальчук, президент Курчатовського інституту, на фінансування якого російська держава в останні роки виділяє десятки мільярдів рублів. За однією з версій, Михайло Ковальчук є автором ідеї реформування Російської академії наук (РАН). Нібито, Михайло Ковальчук, якого кілька разів не обирали дійсним членом (академіком) РАН і не затвердили на посаді директора Інституту кристалографії РАН, користуючись дружбою свого брата з Володимиром Путіним, затіяв цю реформу внаслідок особистої образи. Сам Михайло Ковальчук в одному з інтерв'ю заявив, що «Академія має неминуче загинути, як Римська імперія».